# Drzewo Życia (Bahrajn)

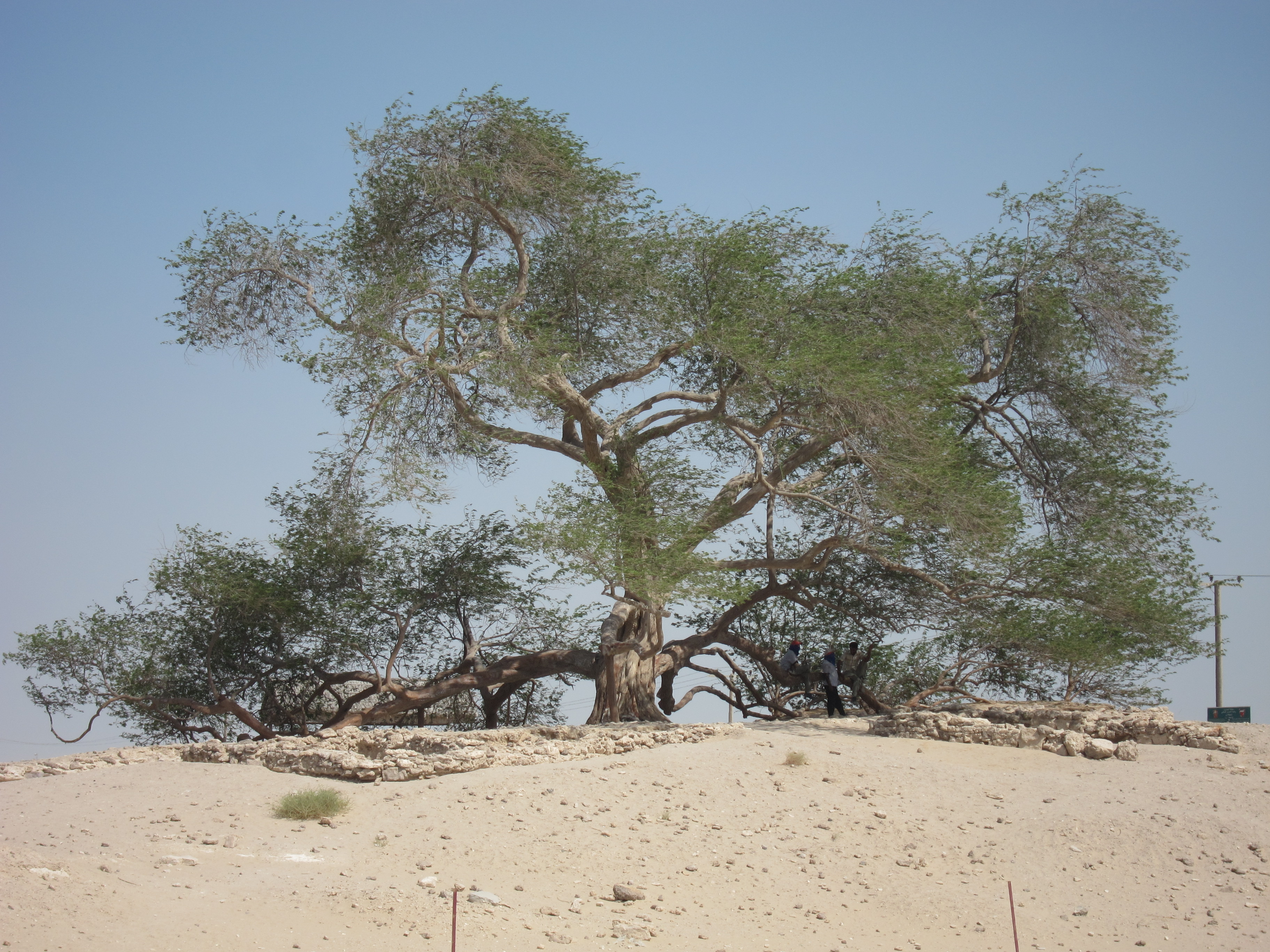
Drzewo Życia w Bahrajnie

Drzewo Życia (arab. شجرة الحياة, šaǧarat al-ḥayāt, angielska transkrypcja Shajarat-al-Hayat) – nazwa pojedynczego okazu drzewa z gatunku Prosopis cineraria. Atrakcja turystyczna w Bahrajnie.
Okaz rośnie na szczycie piaskowego wzgórza o wysokości 7,6 metra, z dala od widocznego źródła wody. Wysokość drzewa wynosi 9,75 metra, a jego wiek szacuje się na 400 lat. Średnica korony wynosi 25–27 metrów.
Brak dostępu do wody i bardzo uboga roślinność w okolicy spowodowały, że istnienie i długowieczność drzewa wyjaśniane jest w powiązaniu z mitami o Enkim, sumeryjskim bogu słodkiej wody, oraz Edenie.
Drzewa tego gatunku mogą mieć korzenie sięgające na 50 metrów w głąb ziemi, a wody podziemne w tej okolicy występują na głębokości kilkunastu metrów.
Drzewo Życia jest odwiedzane przez około 50 tysięcy turystów rocznie. Stanowią oni zagrożenie dla drzewa przez akty wandalizmu. Podejmowane są działania mające na celu ochronę drzewa przez jego ogrodzenie, ustanowienie posterunku policyjnego oraz budowę w pobliżu ośrodka dla zwiedzających.
Od 2010 w pobliżu drzewa prowadzone są wykopaliska, podczas których stwierdzono istnienie w tym miejscu fortyfikacji, której wiek oceniono na około 500 lat, a także przedmiotów datowanych na czasy dilmuńskie.
W odległości około dwóch kilometrów od drzewa znajduje się Dżabal ad-Duchan (134 m n.p.m.), najwyższe wzniesienie Bahrajnu.